# Адела Нормандська
Адела Нормандська (англ. Adela of Normandy; 1062–1067 — 8 березня 1137?) — французька аристократка, регентка Блуаського графства. Дочка Вільгельма Завойовника, дружина Етьєна II, графа Блуаського і Шартрського, і мати англійського короля Стефана Блуаського.
Відзначена на Поверсі спадщини Джуді Чикаго.

## Біографія
Адела, ймовірно, була наймолодшою дочкою Вільгельма Завойовника, короля Англії, і Матільди Фландрської. Точний рік її народження невідомий: очевидно, вона народилася не раніше 1062 і не пізніше 1067. Адела отримала відносно хорошу освіту і володіла латиною. Близько 1083 вона стала дружиною Етьєна-Анрі, спадкоємця графа Блуа і Шартра, одного з найважливіших союзників Вільгельма Завойовника в його боротьбі проти Анжуйского графства. 1089 р. Етьєн-Анрі успадкував графство Блуа і став правити під іменем Етьєна II.

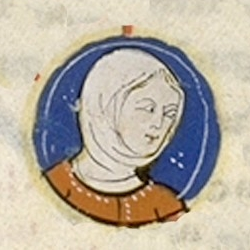
Адела Нормандська

Адела Нормандська відрізнялася підвищеною релігійністю і в 1095 переконала чоловіка вирушити з Робертом Куртгезом, герцогом Нормандії, в Перший хрестовий похід. Той, однак, не відзначився в поході особливою доблестю і в 1098 році повернувся з репутацією боягуза. Під тиском Адели, яка вимагала виконання обітниці побачити Єрусалим, в 1101 Етьєн знов вирушив до Палестини, де в 1102 й загинув, під час невдалої атаки на загін сарацинів в Рамлі. Під час відсутності чоловіка, а також після його смерті, в період неповноліття дітей, Адела виконувала обов'язки регентки Блуаського графства.
За свідченням Ордеріка Віталія, Адела Нормандська була енергійною і мудрою жінкою, яка з успіхом справлялася з обов'язком управління країною. Завдяки близькості з великими французькими теологами, зокрема, з Іво Шартрським, Адела Нормандська зіграла одну з ключових ролей у врегулюванні спору про інвеституру у Франції та Англії на початку XII століття. Для навчання своїх дітей вона запрошувала відмінних вчителів, а молодшого Анрі відправила в Клюнійський монастир — один з провідних богословських центрів Європи того часу. Водночас, через конфлікт зі старшим сином Гійомом, Адела відсторонила його від спадкування, передавши престол Блуа другому синові Тібо, майбутньому графу Шампані. Іншого сина, Стефана, 1111 року відправили до двору короля Англії, брата Адели Генріха I.
У 1120 Адела Нормандська віддалилася від політики і турбот про виховання дітей в Марсин, де і прожила решту життя. В 1135 році її син Стефан був коронований королем Англії.

## Родина
Чоловік — Етьєн II Блуаський
Діти:
- Гийом (бл. 1081—1150) — сеньйор Сюллі, граф Шартра. Розумово відсталий, унаслідок чого був позбавлений спадку на користь молодшого брата Тібо. Одружився зі спадкоємицею сеньйорії Сюллі і став засновником французького роду Сюллі;
- Агнес де Блуа (1086/1088-1129) — одружена з Гуго III де Ле-Пюізе;
- Елеонора (бл. 1090—1147) — одружена (1120—1142, розлучення) з Раулем I, графом Вермандуа;
- Літуіза (Адель) де Блуа (1092-після 1118) — чоловік Міло II Молодший де Монлері, сеньйор Бре, віконт Труа;
- Тібо II (1090/1093—1152) — граф Блуаський (з 1102), граф Шампанський (з 1125);
- Одо — пом. в дитинстві;
- Люсія-Маго (1095—1120) — одружена з Річардом д'Авраншем, 2-м графом Честер;
- Стефан (1096—1154) — король Англії (з 1135);
- Анрі де Блуа (1099—1171) — єпископ Вінчестерський (Генрі Блуаський).
- Аліса де Блуа (1100—1145) — одружена з Рено III, графом де Жуаньї;
- Гумберт — пом. в дитинстві;
- Філіп (пом. в 1100) — єпископ Шалон-сюр-Марн.